# Alessandro D’Avenia
Alessandro D’Avenia (ur. 2 maja 1977 w Palermo) – włoski pisarz i nauczyciel.

## Życiorys
D’Avenia urodził się jako trzecie z sześciorga rodzeństwa. Od 1990 r. uczęszczał do liceum Pino Puglisi, którego postać miała wpływ na jego życie.
W 1995 roku przeniósł się do Rzymu, aby studiować literaturę klasyczną na La Sapienza. W 2000 roku ukończył studia z literatury greckiej. Uczył w szkołach średnich i wyższych. Założył amatorski teatr i kręcił krótkie filmy. Pracował jako publicysta w kilku włoskich gazetach (Avvenire, La Stampa).
Sukces przyniosła mu powieść „Biała jak mleko, czerwona jak krew”, która szybko stała się bestsellerem i została opublikowana w 170 tys. egz. w 20 innych krajach, w tym w Polsce. Na podstawie tej powieści nakręcono również film (reżyseria Giacomo Campiotti) pod tym samym tytułem. Jego premiera w Polsce odbyła się 13 marca 2015 (Kino Polska).

## Twórczość
Jest autorem dwóch powieści:
- Biała jak mleko, czerwona jak krew (wydana w 2010 roku we Włoszech i w 2012 w Polsce)
- Rzecz o której nikt nie wie, opublikowana w 2011 r.